# Charles Marlow
Charles Marlow è un personaggio immaginario; si tratta di un marinaio che ricorre in diverse opere dello scrittore Joseph Conrad. Viene spesso considerato l'alter ego letterario dell'autore.

## Il ruolo nei romanzi di Conrad
Marlow appare principalmente come narratore di alcune delle opere più note di Conrad, nonostante le storie non siano raccontate interamente dal suo punto di vista, creando un effetto di "storia nella storia": in Cuore di tenebra il narratore onnisciente osserva che "i racconti dei marinai hanno una semplicità diretta, il cui intero significato risiede nel guscio di una noce rotta. Ma Marlow non era tipico [...] e per lui il significato di un episodio non era all'interno come un nocciolo ma all'esterno, avvolgendo il racconto che lo faceva emergere solo come un bagliore fa emergere una foschia, a somiglianza di uno di quegli aloni nebbiosi che a volte sono resi visibili dall'illuminazione spettrale del chiaro di luna."
Le apparizioni di Marlow si verificano nelle seguenti opere:
- Giovinezza (1898): Il racconto vede Marlow raccontare ad altri quattro marinai il suo primo viaggio in Oriente quando aveva vent'anni. Tale resoconto è una versione romanzata di un'esperienza autentica vissuta da Conrad nel 1881.
- Cuore di tenebra (1899): Marlow espone ai suoi amici una vicenda vissuta mentre si trovava in Africa, quando si mise sulle tracce del misterioso colonnello Kurtz.
- Lord Jim (1900): Nella storia, Marlow non si limita a narrare le vicende di Jim, il protagonista, ma ha un ruolo attivo nella storia, aiutando Jim in diverse occasioni. Raymond Malbone ritiene che Marlow sia il personaggio principale di Lord Jim , poiché "il tema del romanzo risiede in ciò che la storia di Jim significa per Marlow piuttosto che in ciò che accade a Jim".[2]
- Destino (1913): Marlow racconta la seconda parte dell'opera, incentrata sulla ricostruzione della vita di Flora de Barral, figlia di un truffatore.

## Ispirazione
Il nome di Marlow potrebbe essere ispirato dal drammaturgo elisabettiano Christopher Marlowe: il padre di Conrad era un traduttore di William Shakespeare e aveva impartito al figlio tali opere.
Alcune interpretazioni intertestuali di Cuore di tenebra suggerivano che La tragica storia del Dottor Faust di Marlowe possa aver influenzato Conrad. Charles Marlow descrive un personaggio come un "Mefistofele di cartapesta", un riferimento alla leggenda di Faust. Il viaggio di Marlow e Kurtz lungo il fiume Congo in Cuore di tenebra presenta anche somiglianze con un'altra opera di Marlowe, Didone, regina di Cartagine.

## Trasposizioni
Nel film Apocalypse Now, che adatta il romanzo Cuore di Tenebra ambientandolo durante la Guerra in Vietnam, Marlow si chiama Benjamin L. Willard ed è interpretato da Martin Sheen.